# 앤트림주

앤트림 주의 위치

앤트림주(영어: County Antrim, 아일랜드어: Contae Aontroma 콘테 온트로마)는 북아일랜드의 주로 주도는 앤트림이며 면적은 3,046km2, 인구는 618,108명(2011년 기준)이다.
러프 네그 북동쪽 해안과 인접해 있으며, 면적은 3,086km2(1,192평방미터), 인구는 약 618,000명이다. 아일랜드의 전통적인 32개 주 중 하나이며, 역사적인 얼스터 지방의 일부이기도 하다.
앤트림의 글렌즈는 고립된 험준한 풍경을 제공하고, 자이언트 코즈웨이는 독특한 풍경이자 유네스코 세계 문화 유산이며, 부시밀스는 위스키를 생산하고, 포트러시는 유명한 해변 휴양지이자 야간 생활 지역이다. 북아일랜드의 수도인 벨파스트의 대부분은 앤트림 주에 있고, 나머지는 다운 주에 있다.
2001년 인구 조사에 따르면, 현재 인구의 대다수가 개신교 출신인 아일랜드 섬의 두 카운티 중 하나이다. 다른 하나는 남쪽에 있는 카운티 다운이다.